# 沙皇解放者紀念碑

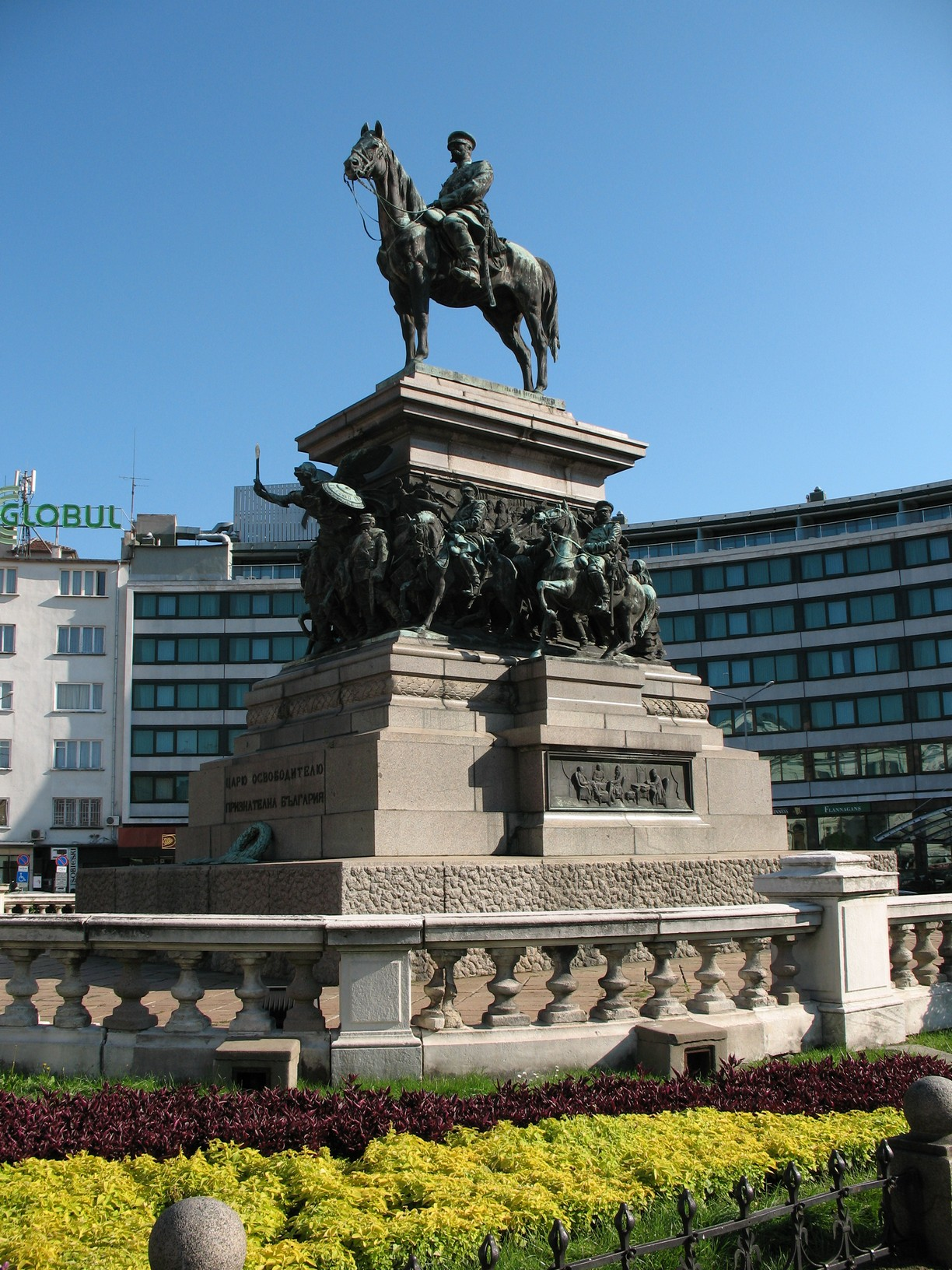
沙皇解放者紀念碑

沙皇解放者紀念碑是位於保加利亞首都索菲亞市中心的一個紀念碑。沙皇解放者紀念碑是俄羅斯皇帝兼保加利亚沙皇亞歷山大二世的騎馬像，以紀念俄羅斯在俄土戰爭取得勝利，幫助保加利亞獲得解放。
42°41′38″N 23°19′57″E / 42.6937805656°N 23.3324916767°E